# Cryptoconchus porosus
Cryptoconchus porosus är en blötdjursart som först beskrevs av Burrow 1815.  Cryptoconchus porosus ingår i släktet Cryptoconchus och familjen Acanthochitonidae. Inga underarter finns listade i Catalogue of Life.

## Bildgalleri

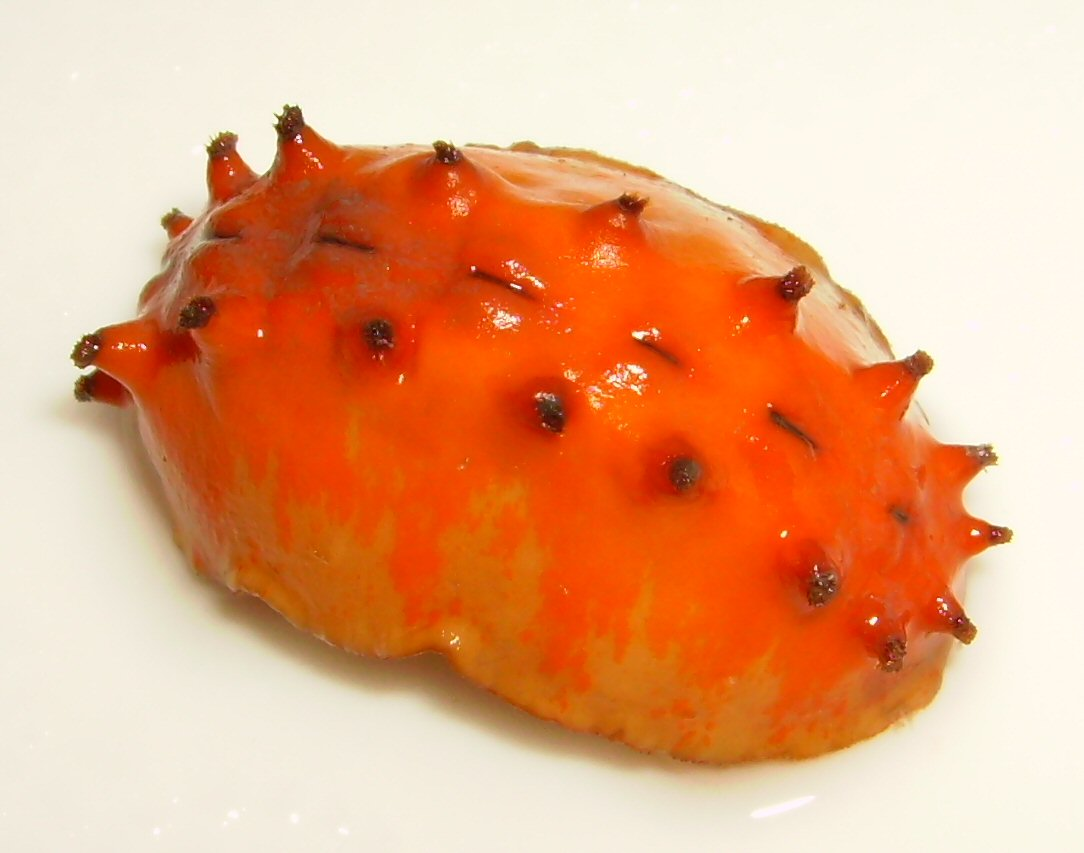
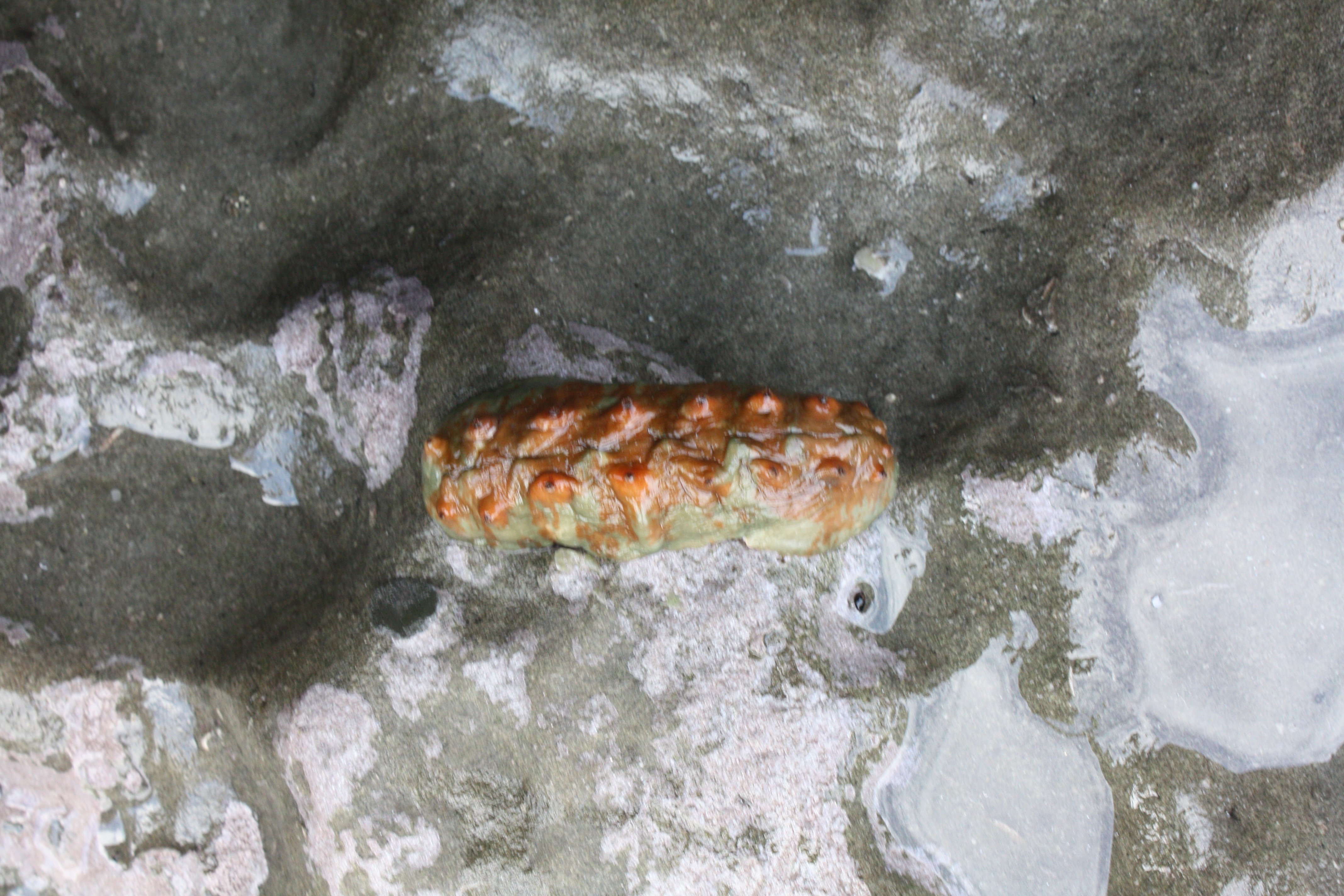
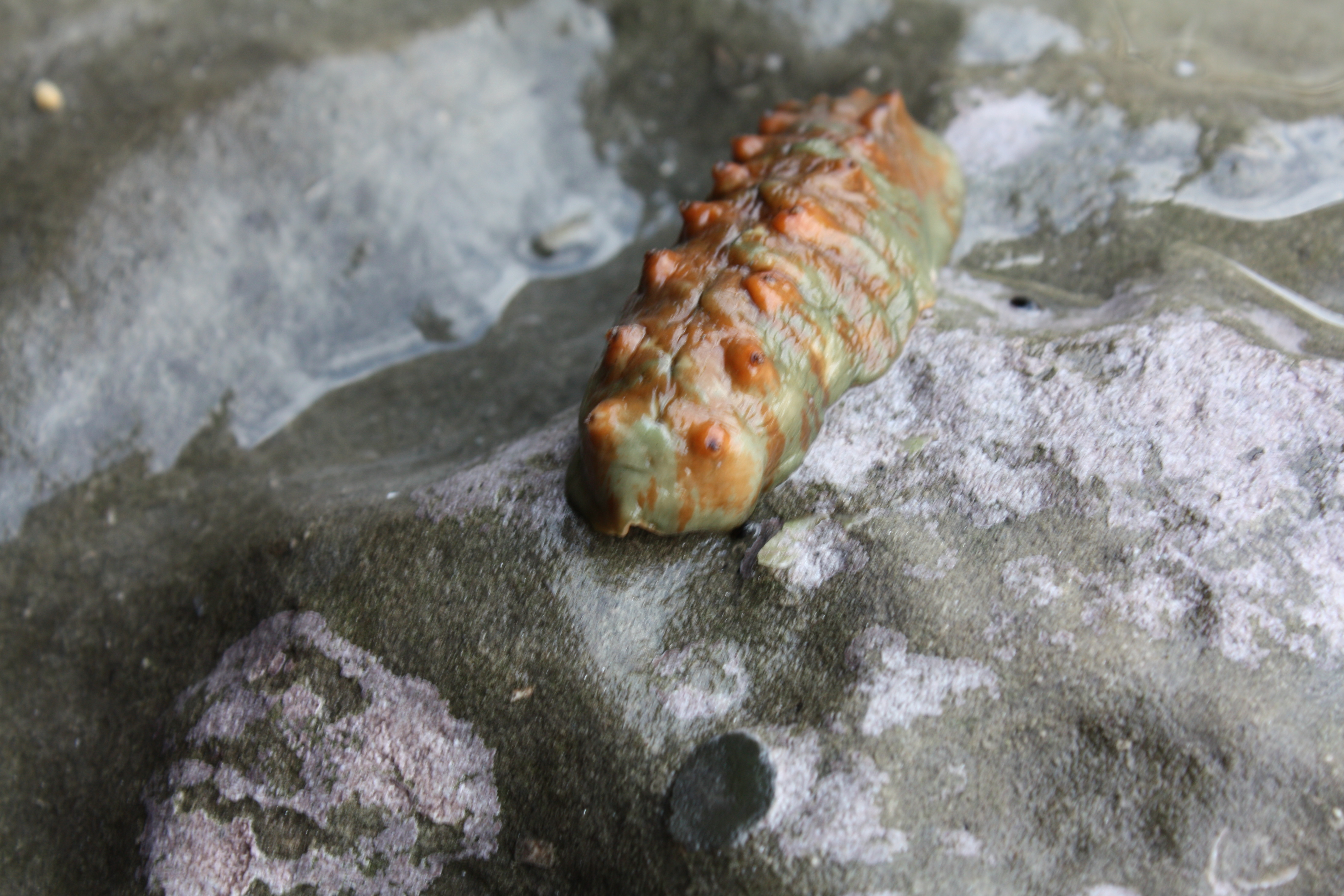